# 弗林德斯山脈
弗林德斯山脈（Flinders Ranges）是南澳大利亞州最大的山脈。弗林德斯山脈起始於阿德萊德以北約200 km（125 mi）處，山脈全長430 km（265 mi）。最高峰聖瑪麗峰高1,171米（3,842英尺）。弗林德斯山脈的部分地區被劃為保護區和國家公園。

## 外部連結
- Official government webpage for the Flinders Ranges and Outback tourism region （页面存档备份，存于）